# 长梗柳
长梗柳（学名：Salix dunnii）为杨柳科柳属的植物，为中国的特有植物。分布于中国大陆的浙江、广东、江西、福建等地，生长于海拔1米至3,900米的地区，多生在溪流旁，目前尚未由人工引种栽培。

## 别名
邓柳（广州植物志）

## 异名
- Salix dunnii Schneid. var. tsoongii (Cheng) C. Y. Yu et S. D. Zhao